# Iar
|  | Per a altres significats, vegeu «Iar (Rússia)». |

Iar o Ziu ("llum") és un mes del calendari hebreu que correspon a l'abril o maig del calendari gregorià.

## Celebracions
- Dia de Theodor Herzl: Dia commemoratiu en què es recorda la vida i l'obra del líder sionista Theodor Herzl.
- Lag ba-Ómer: Festivitat en la qual es recorda la revolta en contra dels romans que tingué lloc l'any 133.
- Yom ha-Atsmaüt: Dia de la independència a on se celebra la proclamació de l'Estat d'Israel l'any 1948.
- Yom ha-Zikkaron: En aquesta jornada es recorda a les victimes del terrorisme i als soldats caiguts en les guerres.
- Yom Yeruixalàyim: En aquest dia se celebra l'alliberament de la ciutat Santa de Jerusalem l'any 1967, durant la Guerra dels Sis Dies.